# Own It
Singles de Stormzy
Wiley Flow (en)
(2019) Audacity
(2019)
Singles d'Ed Sheeran
Take Me Back to London (en)
(2019) Afterglow
(2020)
Singles de Burna Boy
All In
(2019) Money Play
(2019)
Clip vidéo
[vidéo] « Own It », sur YouTube
Own It est une chanson du rappeur anglais Stormzy avec la participation du chanteur anglais Ed Sheeran et le rappeur nigérian Burna Boy. Elle est sortie le 22 novembre 2019 sous les labels #Merky et Atlantic Records en tant que quatrième single du second album de Stormzy Heavy Is the Head.. Elle est écrite par Stormzy, Ed Sheeran, Burna Boy et Fred Gibson. Own It marque la deuxième collaboration de Stormzy et Ed Sheeran, suivant la chanson Take Me Back to London de Sheeran. 
Own It a atteint la première position un sur le UK Singles Chart en janvier 2020, devenant le troisième single numéro un britannique de Stormzy et le deuxième en tant qu'artiste principal.

## Accueil critique
Un communiqué de presse du magazine américain American Songwriter décrit Own It comme « une autre version extrêmement lisse » de Stormzy, écrivant que son « flow sud-londonien [est] aligné sur une production de dancehall, [...] avec son jeu de mots habilitant et élevant un intérêt amoureux pour une femme ».

## Clip vidéo
Le clip accompagnant Own It est sorti le 22 novembre 2019, le même jour que le single. Il a été réalisé par Nathan James Tettey et a été tourné dans divers endroits autour de Londres.

## Liste de titres
| 1. | Own It | 3:37 |

## Crédits
Crédits adaptés depuis Tidal.
| Musiciens - Michael Omari (Stormzy) – voix, composition - Ed Sheeran – voix, composition, artiste invité - Fred Gibson (Fred) – chœurs, composition, basse, batterie, claviers, guitare, programmeur, synthétiseurs, producteur - Jay Weathers – composition, production additionnelle - Jonathan Lee – programmateur, batterie - Damini Ogulu (Burna Boy) – composition, artiste invité | Production - Darren Jones – ingénieur du son - Manon Grandjean – ingénieur du son - Mark "Spike" Stent – mixage audio - Stuart Hawkes – mastérisation - Harpaal Sanghera – assistant ingénieur du son - Matt Wolach – assistant mixage - Michael Freeman – assistant mixage |

## Classements
| Classement (2019–2020)                   | Meilleure position |
| ---------------------------------------- | ------------------ |
| Allemagne (GfK Entertainment)            | 75                 |
| Australie (ARIA)                         | 40                 |
| Autriche (Ö3 Austria Top 40)             | 57                 |
| Belgique (Flandre Ultratip 100)          | 1                  |
| Belgique (Flandre Ultratop R&B/Hip-Hop)  | 15                 |
| Belgique (Wallonie Ultratip 50)          | 5                  |
| Belgique (Wallonie Ultratop R&B/Hip-Hop) | 24                 |
| Canada (Hot 100)                         | 82                 |
| CEI (Tophit)                             | 108                |
| Colombie (National-Report)               | 85                 |
| Danemark (Tracklisten)                   | 11                 |
| Écosse (OCC)                             | 6                  |
| Hongrie (Dance Top 40)                   | 26                 |
| Hongrie (Stream Top 40)                  | 35                 |
| Irlande (Irish Singles Chart)            | 2                  |
| Lituanie (AGATA)                         | 25                 |
| Mexique (Inglés Airplay)                 | 24                 |
| Nouvelle-Zélande (RMNZ Hot Singles)      | 4                  |
| Pays-Bas (Nederlandse Top 40)            | 33                 |
| Pays-Bas (Single Top 100)                | 25                 |
| Portugal (AFP)                           | 80                 |
| Roumanie (Airplay 100)                   | 13                 |
| Royaume-Uni (UK Singles Chart)           | 1                  |
| Royaume-Uni (UK R&B Chart)               | 1                  |
| Russie (Tophit Radio Top 100)            | 96                 |
| Slovaquie (IFPI Rádio)                   | 63                 |
| Slovaquie (IFPI Singles Digitál)         | 48                 |
| Suède (Sverigetopplistan)                | 30                 |
| Suisse (Schweizer Hitparade)             | 27                 |
| Tchéquie (IFPI Rádio)                    | 53                 |
| Tchéquie (IFPI Singles Digitál)          | 66                 |

| Classement (2020)              | Position |
| ------------------------------ | -------- |
| Danemark (Tracklisten)         | 50       |
| Irlande (IRMA)                 | 21       |
| Pays-Bas (Single Top 100)      | 76       |
| Roumanie (Airplay 100)         | 44       |
| Royaume-Uni (UK Singles Chart) | 9        |

### Certifications
| Pays                                                                       | Certification | Ventes certifiées |
| -------------------------------------------------------------------------- | ------------- | ----------------- |
| Australie (ARIA)                                                           | Or            | 35 000‡           |
| Brésil (PMB)                                                               | Or            | 20 000‡           |
| Danemark (IFPI Danemark)                                                   | Platine       | 90 000‡           |
| Portugal (ARIA)                                                            | Or            | 5 000‡            |
| Royaume-Uni (BPI)                                                          | 2 × Platine   | 40 000‡           |
| xNon précisé par la certification ‡ventes/streaming selon la certification |               |                   |

## Historique de sortie
| Pays   | Date             | Format                       | Label               | Réf.  |
| ------ | ---------------- | ---------------------------- | ------------------- | ----- |
| Divers | 22 novembre 2019 | - Téléchargement - streaming | - #Merky - Atlantic | [ 3 ] |